# Jeffrey Wright
Jeffrey Wright (Washington, 7 dicembre 1965) è un attore statunitense.
Nel corso della sua carriera si è aggiudicato un Golden Globe (su due candidature) e un Premio Emmy (su cinque candidature) per il suo ruolo nella miniserie televisiva Angels in America (2003). Nel 2023 ha ricevuto il plauso della critica per la sua interpretazione nel film American Fiction, per il quale ha ricevuto la sua prima candidatura al Premio Oscar come miglior attore.

## Biografia
Orfano di padre (morto quando aveva un anno), si laurea in scienze politiche presso l'Amherst College, decidendo in seguito di studiare recitazione e riuscendo ad ottenere una borsa di studio presso la New York University.
Debutta nel 1990 nel film di Alan J. Pakula Presunto innocente, mentre nel 1996 ottiene il primo ruolo da protagonista in Basquiat, dove interpreta l'artista Jean-Michel Basquiat. Negli anni successivi, ottiene una piccola parte nel film di Woody Allen Celebrity e in Cavalcando col diavolo di Ang Lee. Nel 2001 interpreta Martin Luther King nel film-tv Boycott e nello stesso anno ottiene una parte in Alì. Nel 2003 partecipa alla mini-serie Angels in America (che gli fa vincere un Emmy Award e Golden Globe): in passato si era già aggiudicato un Tony Award in occasione della rappresentazione teatrale del dramma.
Negli anni successivi prende parte sia a molti film importanti come The Manchurian Candidate, Broken Flowers, Syriana sia anche a flop come Lady in the Water. Nel 2006 interpreta l'agente CIA Felix Leiter in Casino Royale, ventunesimo film dedicato a James Bond, mentre nel 2007 lavora al fianco di Nicole Kidman e Daniel Craig in Invasion. Nel 2008 torna ad interpretare Felix Leiter in Quantum of Solace; parallelamente, sotto la direzione di Oliver Stone interpreta Colin Powell nel biopic W. sul 43º Presidente degli Stati Uniti d'America George W. Bush. Il 12 luglio 2008 viene arrestato mentre si trova in Louisiana per le riprese del film W., in quanto assieme al collega Josh Brolin e a cinque membri della troupe è coinvolto in una rissa in un locale notturno.
Nel 2011 prende parte alla puntata Nessun colpevole, undicesimo episodio dell'ottava stagione della famosa serie televisiva Dr. House - Medical Division, interpretando il dott. Walter Cofield, incaricato di individuare le responsabilità dell'incidente avvenuto al Plainsboro Hospital. Successivamente partecipa a Hunger Games - La ragazza di fuoco, Hunger Games - Il canto della rivolta - Parte 1 e Hunger Games - Il canto della rivolta - Parte 2. Dal 2016 al 2022 è stato nel cast fisso di Westworld - Dove tutto è concesso, dove interpreta Bernard Lowe e Arnold Weber. Il 23 settembre 2019, viene ufficializzato da Warner Bros. che Wright avrebbe vestito i panni del commissario James Gordon nel film The Batman, uscito nelle sale il 3 marzo 2022. Nello stesso anno recita tramite motion capture nel videogioco The Last of Us Parte II nel ruolo di Isaac, il leader del Washington Liberation Front. Il videogioco è stato reso disponibile il 19 giugno 2020.
Nel 2021 riprende il ruolo dell'agente CIA Felix Leiter in No Time to Die, venticinquesimo capitolo della saga cinematografica di James Bond, e diventando così l'attore ad aver interpretato più volte (3) il personaggio nel franchise fleminghiano e compare anche nel film di Wes Anderson, The French Dispatch of the Liberty, Kansas Evening Sun. Torna a lavorare con Anderson nel 2023 in Asteroid City e nello stesso anno ha interpretato Adam Clayton Powell Jr. nel biopic prodotto da Netflix Rustin e nella commedia drammatica American Fiction. Quest'ultimo ruolo gli ha fruttato una nomination al Golden Globe e una agli Oscar. Nel 2024 è nel cast della serie di Paramount+ The Agency, mentre nel 2025 riprende il ruolo di Isaac nella seconda stagione della serie di HBO The Last of Us.

## Filmografia

### Attore

#### Cinema
- Presunto innocente (Presumed Innocent), regia di Alan J. Pakula (1990)
- Due vite in pericolo (Jumpin' at the Boneyard), regia di Jeff Stanzler (1992)
- Infedeli per sempre (Faithful), regia di Paul Mazursky (1996)
- Basquiat, regia di Julian Schnabel (1996)
- Se mi amate... (Critical Care), regia di Sidney Lumet (1997)
- Celebrity, regia di Woody Allen (1998)
- Cavalcando col diavolo (Ride with the Devil), regia di Ang Lee (1999)
- Hamlet 2000 (Hamlet), regia di Michael Almereyda (2000)
- Delitto + castigo a Suburbia (Crime and Punishment in Suburbia), regia di Rob Schmidt (2000)
- Cement - Fino all'ultimo colpo (Cement), regia di Adrian Pasdar (2000)
- Shaft, regia di John Singleton (2000)
- Alì, regia di Michael Mann (2001)
- D-Tox, regia di Jim Gillespie (2002)
- The Manchurian Candidate, regia di Jonathan Demme (2004)
- Broken Flowers, regia di Jim Jarmusch (2005)
- Syriana, regia di Stephen Gaghan (2005)
- Lady in the Water, regia di M. Night Shyamalan (2006)
- Casino Royale, regia di Martin Campbell (2006)
- Invasion (The Invasion), regia di Oliver Hirschbiegel, James McTeigue (2007)
- W., regia di Oliver Stone (2008)
- Quantum of Solace, regia di Marc Forster (2008)
- Cadillac Records, regia di Darnell Martin (2008)
- Source Code, regia di Duncan Jones (2011)
- Le idi di marzo (The Ides of March), regia di George Clooney (2011)
- Molto forte, incredibilmente vicino (Extremely Loud and Incredibly Close), regia di Stephen Daldry (2011)
- Broken City, regia di Allen Hughes (2013)
- The Inevitable Defeat of Mister and Pete, regia di George Tillman Jr. (2013)
- A Single Shot, regia di David M. Rosenthal (2013)
- Solo gli amanti sopravvivono (Only Lovers Left Alive), regia di Jim Jarmusch (2013)
- Hunger Games - La ragazza di fuoco (The Hunger Games: Catching Fire), regia di Francis Lawrence (2013)
- Hunger Games - Il canto della rivolta - Parte 1 (The Hunger Games: Mockingjay - Part 1), regia di Francis Lawrence (2014)
- Hunger Games - Il canto della rivolta - Parte 2 (The Hunger Games: Mockingjay - Part 2), regia di Francis Lawrence (2015)
- Game Night - Indovina chi muore stasera? (Game Night), regia di John Francis Daley e Jonathan M. Goldstein (2018)
- The Public, regia di Emilio Estevez (2018)
- Hold the Dark, regia di Jeremy Saulnier (2018)
- Monster, regia di Anthony Mandler (2018)
- Panama Papers (The Laundromat), regia di Steven Soderbergh (2019)
- Il cardellino (The Goldfinch), regia di John Crowley (2019)
- All Day and a Night, regia di Joe Robert Cole (2020)
- The French Dispatch of the Liberty, Kansas Evening Sun, regia di Wes Anderson (2021)
- No Time to Die, regia di Cary Fukunaga (2021)
- The Batman, regia di Matt Reeves (2022)
- Asteroid City, regia di Wes Anderson (2023)
- American Fiction, regia di Cord Jefferson (2023)
- Rustin, regia di George C. Wolfe (2023)
- La trama fenicia (The Phoenician Scheme), regia di Wes Anderson (2025)
- Highest 2 Lowest, regia di Spike Lee (2025)

#### Televisione
- Le avventure del giovane Indiana Jones (The Young Indiana Jones Chronicles) – serie TV, 2 episodi (1993)
- New York Undercover – serie TV, 1 episodio (1994)
- Homicide (Homicide: Life on the Street) – serie TV, 3 episodi (1997)
- Angels in America – miniserie TV (2003)
- Dr. House - Medical Division (House M.D.) – serie TV, 1 episodio (2012)
- Boardwalk Empire - L'impero del crimine (Boardwalk Empire) – serie TV, 20 episodi (2013-2014)
- Confirmation - Una donna per la verità (Confirmation), regia di Rick Famuyiwa – film TV (2016)
- Westworld - Dove tutto è concesso (Westworld) – serie TV, 32 episodi (2016-2022)
- O.G. - Original Gangster (O.G.), regia di Madeleine Sackler – film TV (2018)
- The Agency – serie TV (2024)
- The Last of Us – serie TV, episodio 2x04-2x07 (2025)

### Doppiatore
- Il viaggio di Arlo (The Good Dinosaur), regia di Peter Sohn (2015)
- The Venture Bros. - serie animata, 1 episodio (2016)
- BoJack Horseman - serie animata, 3 episodi (2016)
- Prosciutto e uova verdi (Green Eggs and Ham) - serie animata, 13 episodi (2019)
- Rick and Morty - serie animata, 1 episodio (2019)
- The Last of Us Parte II (The Last of Us Part II) - videogioco (2020)
- What If...? - serie animata, 18 episodi (2021-in corso)
- I Am Groot - serie animata, episodio 2x05 (2023)
- Ark: The Animated Series – serie animata, 2 episodi (2024)
- IF - Gli amici immaginari (IF), regia di John Krasinski (2024)

## Riconoscimenti
- Premio Oscar
  - 2024 - Candidatura al miglior attore per American Fiction[3]
- Premio Emmy
  - 2004 - Miglior attore non protagonista in una miniserie o film per la televisione per Angels in America[2]
  - 2017 - Candidatura al miglior attore non protagonista in una serie drammatica per Westworld - Dove tutto è concesso[2]
  - 2018 - Candidatura al miglior attore in una serie drammatica per Westworld - Dove tutto è concesso[2]
  - 2020 - Candidatura al miglior attore non protagonista in una serie drammatica per Westworld - Dove tutto è concesso[2]
  - 2022 - Candidatura al miglior doppiatore per What If...?[2]
- Golden Globe
  - 2004 - Miglior attore non protagonista in una miniserie o film per la televisione per Angels in America[1]
  - 2024 - Candidatura al miglior attore in un film commedia o musicale per American Fiction[1]
- Critics' Choice Awards
  - 2024 - Candidatura al miglior attore per American Fiction
- Satellite Award
  - 2002 - Candidatura al miglior attore in una miniserie o film per la televisione per Boycott
  - 2004 - Candidatura al miglior attore non protagonista in una miniserie o film per la televisione per Angeli in America
  - 2024 - Candidatura al miglior attore in un film commedia o musicale per America Fiction
- Screen Actors Guild Award
  - 2004 - Candidatura al miglior attore in una miniserie o film per la televisione per Angeli in America
  - 2014 - Candidatura al miglior cast in una serie drammatica per Boardwalk Empire - L'impero del crimine
  - 2017 - Candidatura al miglior cast in una serie drammatica per Westworld - Dove tutto è concesso
  - 2024 - Candidatura al miglior attore per American Fiction
  - 2024 - Candidatura al miglior cast cinematografico per American Fiction

## Doppiatori italiani
Nelle versioni in italiano delle opere in cui ha recitato, Jeffrey Wright è stato doppiato da:
- Paolo Marchese in Source Code, Dr. House - Medical Division, Broken City, Hunger Games - La ragazza di fuoco, Hunger Games - Il canto della rivolta - Parte 1, Hunger Games - Il canto della rivolta - Parte 2, Confirmation - Una donna per la verità, Hold the Dark, Asteroid City, La trama fenicia
- Roberto Draghetti in Casino Royale, Quantum of Solace, Westworld - Dove tutto è concesso (st. 1-3), O.G. - Original Gangster, No Time to Die
- Alberto Angrisano in Westworld - Dove tutto è concesso (st. 4), The French Dispatch of the Liberty, Kansas Evening Sun, American Fiction, The Last of Us
- Massimo Corvo in Alì, Broken Flowers, Il cardellino, The Batman
- Saverio Indrio in Angels in America, W., A Single Shot
- Pasquale Anselmo in Celebrity, Game Night - Indovina chi muore stasera?
- Luigi Ferraro in Delitto + castigo a Suburbia, D-Tox
- Luca Biagini in Syriana, Le idi di marzo
- Alberto Bognanni in Solo gli amanti sopravvivono, All Day and a Night
- Riccardo Rossi in Basquiat
- Simone Mori in Se mi amate...
- Vittorio De Angelis in Homicide
- Ennio Coltorti in Cavalcando col diavolo
- Mario Bombardieri in Hamlet 2000
- Saverio Moriones in Shaft
- Eugenio Marinelli in The Manchurian Candidate
- Gianluca Tusco in Lady in the Water
- Franco Mannella in Invasion
- Massimo Lodolo in Cadillac Records
- Roberto Pedicini in Boardwalk Empire - L'impero del crimine
- Carlo Cosolo in Molto forte, incredibilmente vicino
- Simone D'Andrea in Monster
- Mauro Gravina in Panama Papers
- Paolo Buglioni in Rustin
- Francesco Bulckaen in The Agency

Da doppiatore è sostituito da:
- Paolo Marchese in What If...?, I Am Groot
- Alberto Angrisano ne Il viaggio di Arlo
- Angelo Maggi in Bojack Horseman
- Roberto Fidecaro in Prosciutto e uova verdi
- Alessandro Budroni in Rick and Morty
- Massimiliano Lotti in The Last of Us Part II
- Paolo Buglioni in IF - Gli amici immaginari